# Камелия Сплитек
Камилла-Паулина (Камелия) Антонова Валковска(я) по мъж Сплитек (на полски: Kamilla-Paulina Walkowska; на руски: Камелия Антоновна Вальковская) е българска учителка от полско-руски произход, една от първите деятелки на девическото образование в България.

## Биография
Камелия Волковская е родена на 4 юни в 1860 година в Лепелския уезд, Витебска губерния на Руската империя, в руско-полско католическо аристократично семейство. По време на Руско-турската война служи като медицинска сестра в Руската армия, в която служат двамата ѝ братя Александър и Владислав. След завършването на образованието си в Института за благородни девици в Одеса на 16 януари 1882 година се установява в България, където двамата ѝ братя са останали на служба като офицери. Започва да преподава в девическото училище в Свищов като учителка по чужди езици. Там в 1883 година се жени за чеха Франтишек Сплитек въпреки съпротивта на семейството си.
Царевна Миладинова пише за Сплитек в спомените си:
| „ | Девическите класове ръководех с Камилла Валковска, полякиня, отсетне – г-жа Сплитек. Валковска бе способна учителка. Тя скоро научи езика ни и затова и за мен стана по-лесно в преподаванията. Взех, както винаги, история, география, български език, а естествознание, аритметика останаха за Валковска. За пръв път тука въведохме преподаването на повече чужди езици, и то – от българи; аз преподавах руски и френски в свободни и незадължителни, но добре посещавани часове. Колежката Валковска имаше другите модерни езици. | “ |

От 1884 до 1888 година Камелия Сплитек работи като учителка в Солунската българска девическа гимназия. След 1890 година преподава в Пловдив.
В 1917 година Камелия Сплитек получава масиран инфаркт и остава почти напълно парализирана. Умира след дълго боледуване в 1921 година в Пловдив, където е погребана в католическото гробище.
С Франтишек Сплитек имат три деца – Люба (1884 – 1946), известна поетеса, Олга (1892 – 1962) и Владимир (1885 – 1907), починал млад като студент.